# 波音747-400
波音747-400（英語：Boeing 747-400）是波音747-300的改良和增程型，翼端加长1.8米并增加了翼尖小翼，駕駛艙更換為全顯示屏玻璃座艙，同時需要的飛行員由三人減少至兩人（取消飛航工程師）。747-400的發動機和客艙內部都有所修訂，並在飛機尾翼增加了一個燃料缸以增加航程。

## 概述

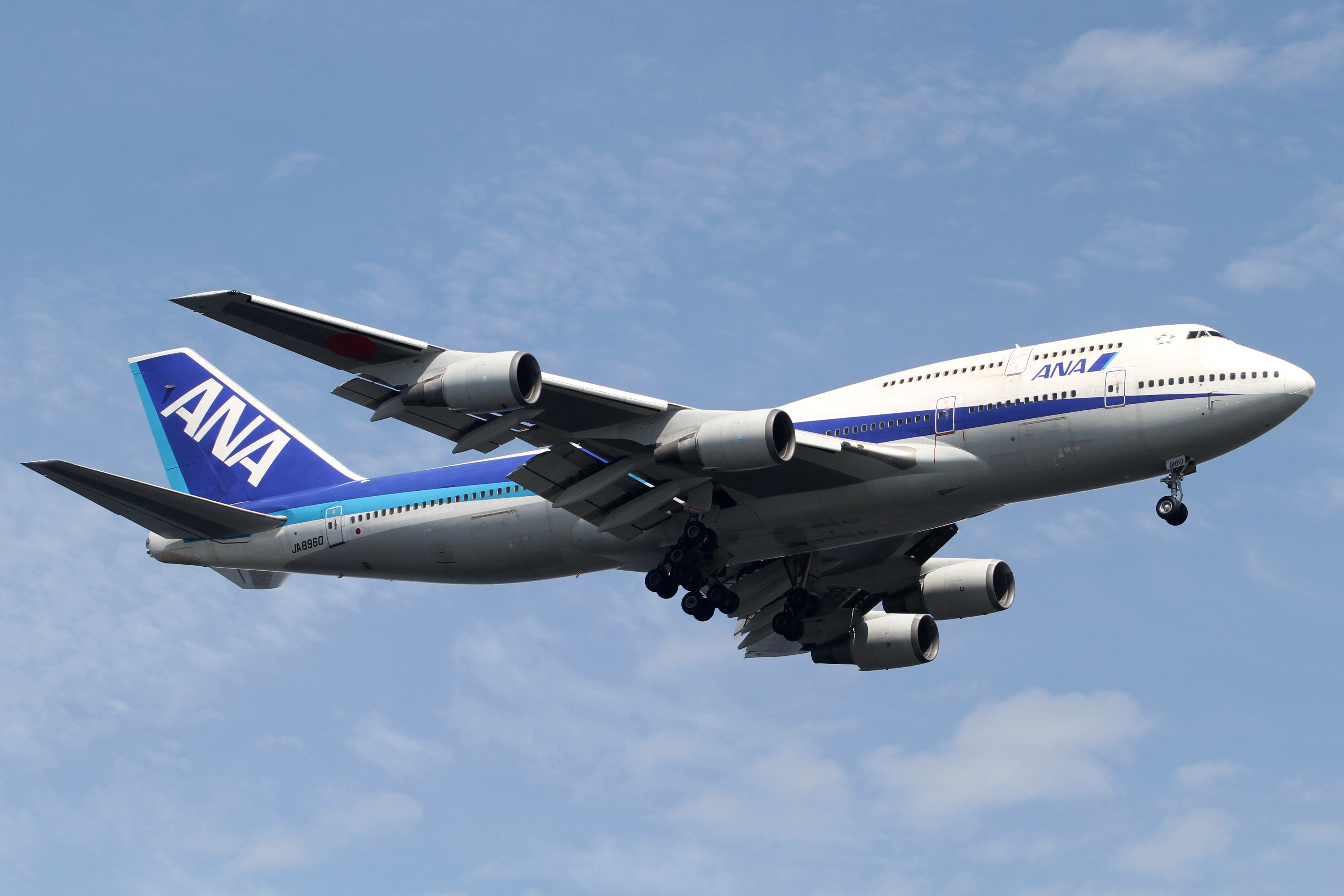
全日本空輸用於日本國內線的波音747-481D，可見其沒有翼尖小翼

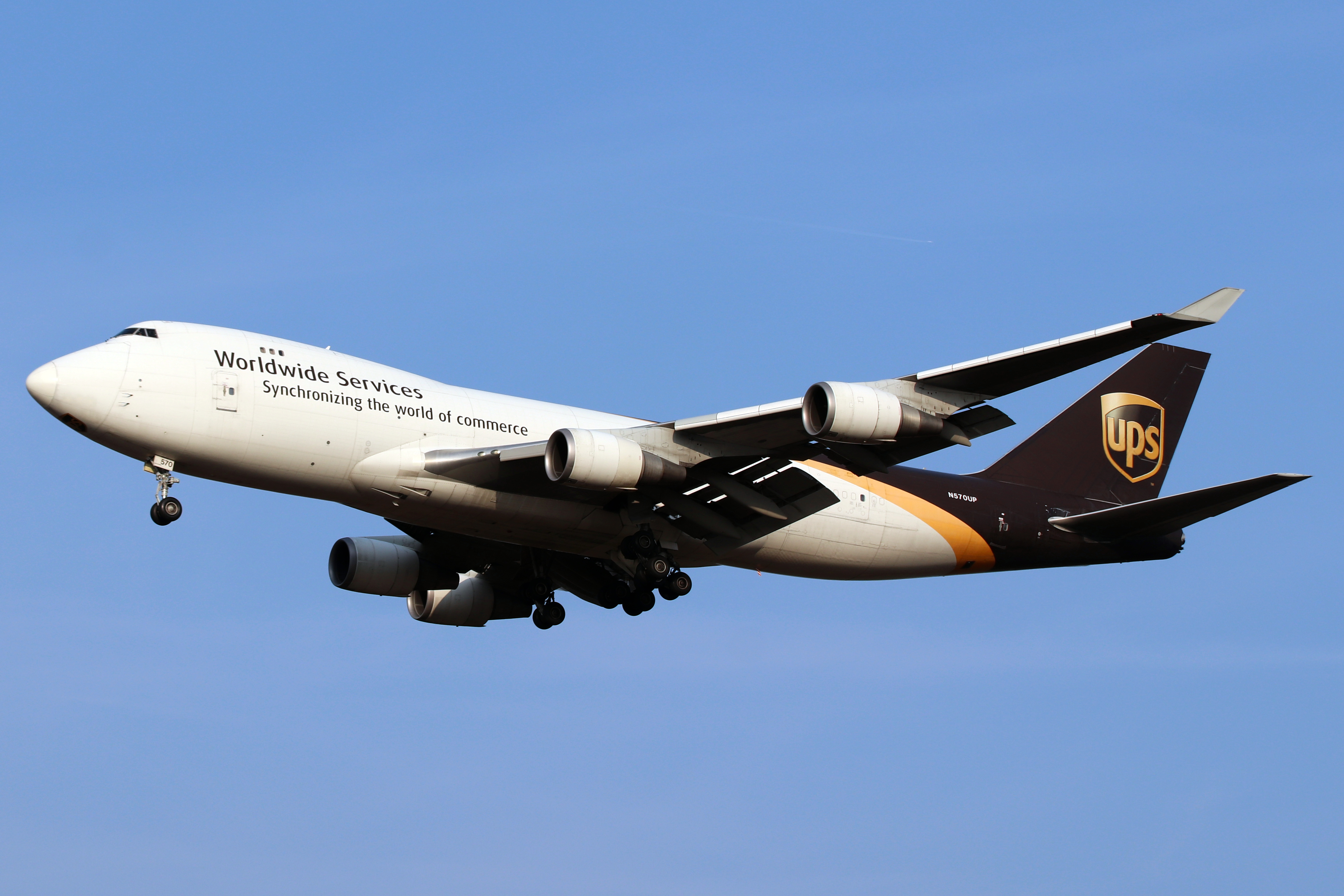
UPS航空的波音747-400F

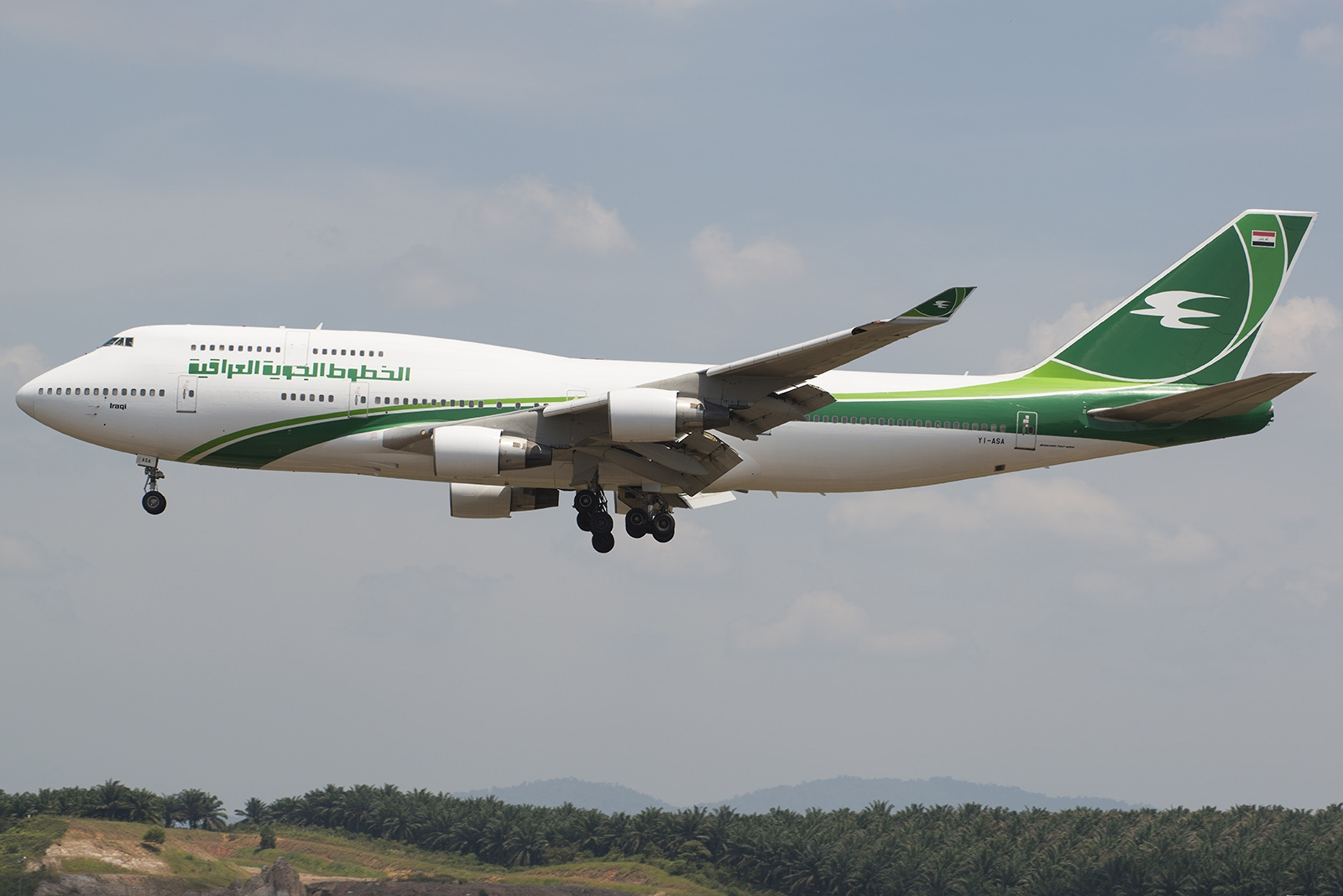
伊拉克航空的波音747-400

747-400的衍生型號包括貨機型號-400F、客貨混合型-400M、日本國內線型-400D、增程型-400ER和增程型貨機-400ERF。747-400貨機型號的上層甲板重新縮短回波音747-100/200/SP的長度，但與747-200F一樣設置開合式機鼻艙門。而-400D因為屬於短程型，並沒有加裝翼尖小翼，但亦可按航空公司要求而補回。

波音747-400
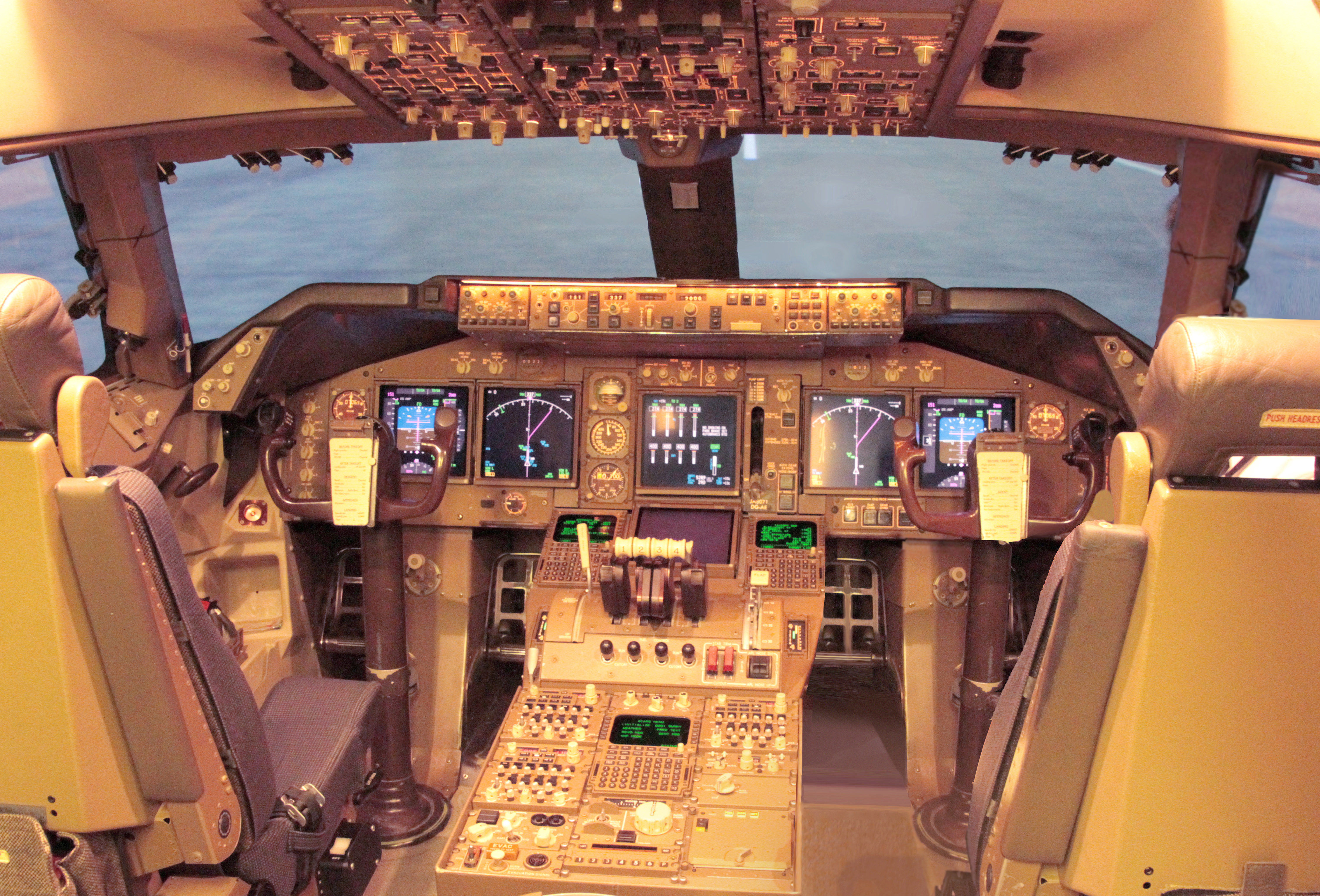
波音747-400ER 的電腦化玻璃駕駛艙
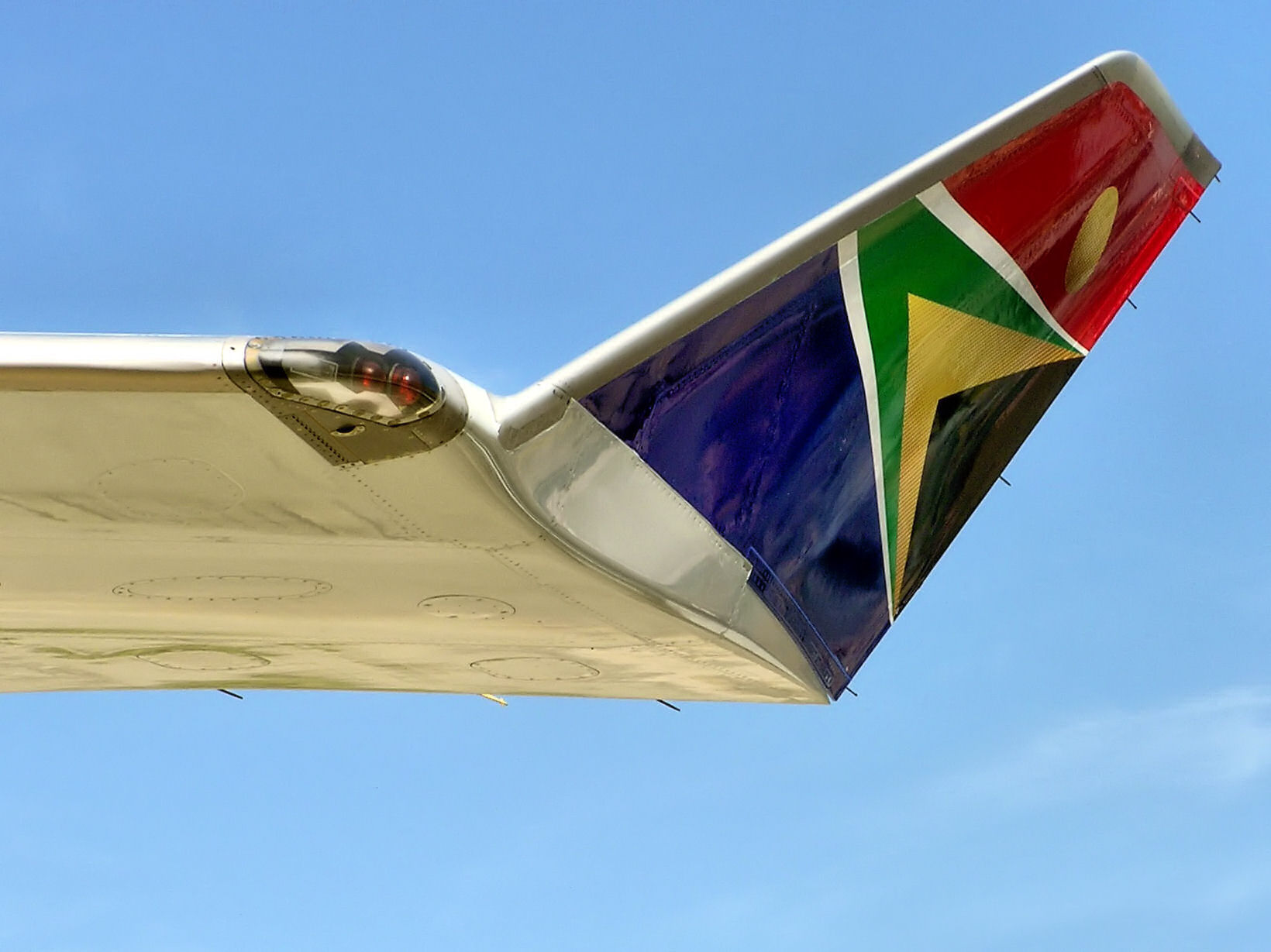
波音747-400增加的傾斜小翼設計

首架747-400客機在1989年1月加入西北航空機隊（N663US為最先交付西北航空的747-400），負責明尼阿波利斯－鳳凰城；首架客貨混合型于1989年6月30日首飛，同年9月1日加入KLM機隊；747-400D型于1991年首飛并交付日本航空；首架747-400F在1993年加入盧森堡貨運機隊；747-400ERF和747-400ER分別在2002年10月和11月加入法国航空和澳洲航空機隊。澳洲航空是唯一一個訂購客運版747-400ER的航空公司，且其747-400ER客機只有6架，均为GE CF6-80C引擎。
最後一架747-400客機在2005年4月交付中華航空（編號：B-18215），並已在2021年4月由COVID-19疫情所導致的退役潮中退役。2007年3月，波音公司宣佈停產747-400客機，但同一時間波音仍有36架貨機仍未交付。最後一架747-400貨機于2009年製造，原計劃交付給科威特一家貨運航空公司「LoadAir Cargo」，唯該公司已倒閉；是機于2011年轉售卡利塔航空，次年編為N782CK，這也是波音公司製造的第1419架747（第1420架為747-8F）。
早期的波音747-400使用的内饰与前期的波音747系列大致相同，后来从1995年开始随着波音777的发布开始，所有后续生产的波音747-400全部与777相同的波音概念机舱。
直至在2007年10月，共交付了670架747-400客機，最大的747-400營運者是英國航空。
現今（截至2022年）中華航空公司仍營運世界上數一數二規模的波音747全貨機機隊，共18架，但2021年4月華航全部747-400客機退役；目前仍使用747-400 Combi（客貨機）的主要客戶為荷蘭皇家航空，而國航與韓亞航空部分的747客貨機退出了載客用途，並改裝為747-400 BCF（Boeing Converted Freighter，由太古集團及國泰航空合資擁有的廈門太古飛機工程公司於廈門高崎國際機場改造）／747-400 BDSF（Bedek Special Freighter，由以色列航太於特拉維夫本·古里安國際機場改造），747-400 BCF/BDSF/SCD（Side Cargo Door，側置貨艙門）則沒有跟747-400F一樣設置開合式機鼻艙門。

## 747 LCF
波音747夢想運輸者（Dreamlifter，原稱Large Cargo Freighter或LCF）是一款以747-400和747SP為基礎，由波音公司設計，長榮航太科技将747-400与747SP组合為747 LCF，用來運送波音787的機身組件。747 LCF在2006年9月9日首飛，該飛機的適航證書只是供飛機運貨之用，不設客運，目前已經生產了四架。
2018年起，波音开始计划将部分747-400LCF进行改造，以便747-400LCF还能运送波音767-300F的机身组件。